# Гибель сенсации
«Гибель сенсации» («Робот Джима Рипль») — советский фантастический художественный фильм 1935 года по мотивам повести Владимира Владко «Идут роботы» («Ідуть роботарі»). Премьера фильма состоялась 17 апреля 1935 года.

## Сюжет

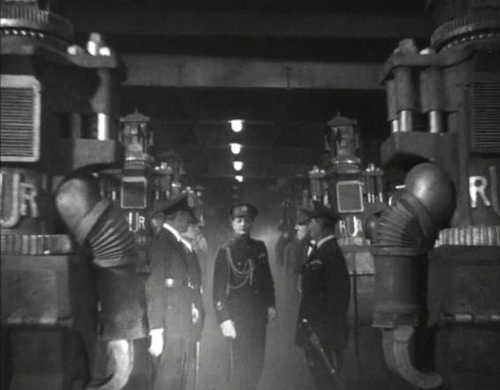
Кадр из фильма

Учёный-идеалист Джим Рипль (Сергей Вечеслов) создает роботов для снижения себестоимости производства. Он верит в то, что товары подешевеют и это приведет к падению капиталистического строя. Робот подчиняется звуковым приказам и командам в виде радиоволн. В основе конструкции мощный источник автономного питания на 10 000 а·ч. Сам изобретатель успешно командует гигантом при помощи саксофона. При демонстрации возможностей механического слуги рабочим происходит несчастный случай, гибнет человек, что только усиливает недовольство. Роботы однако оценены как очень эффективное изобретение, и капиталисты хотят полностью заменить ими рабочих на фабриках.
В день, когда запланирована массовая забастовка, хозяева заводов решают вывести роботов на заводы. Для усмирения рабочих капиталисты делают из роботов бесстрастных карателей. Изобретатель пытается препятствовать этому, но погибает. Однако рабочие находят способ перехватить управление роботами и подчиняют их своей воле. Направленные против рабочих войска отброшены. Фильм заканчивается победой грандиозного народного восстания.

## Отзывы
Впечатляюще сделана сцена, когда на рабочий поселок рядами движутся колонны роботов, мерно переставляя ноги. Перед ними отступает Джим Рипль, он пятится, судорожно играет на кларнете, пытаясь остановить механических чудовищ музыкальным сигналом. Тщетно. Он погибает, растоптанный роботами, — классический мотив убийства творца его творением сохранен.— Ханютин Ю. «Реальность фантастического мира», 1978

## В ролях
- Сергей Вечеслов — Джим Рипль
- Владимир Гардин — Джек Рипль
- Мария Волгина — Клер Рипль, сестра Джима
- Анна Чекулаева — Мэри Рипль, жена Джека
- Василий Орлов — Чарли, рабочий
- Сергей Мартинсон — Дизер, артист мюзик-холла
- Сергей Минин — Том, рабочий
- Николай Рыбников — фельдмаршал
- П. Полторацкий — Перси Гримм, министр
- В. Рэнин — Гамильтон Гримм
- Н. Аблов — Роттердем, банкир
- Александра Хохлова — девушка с куклами